# Astroloma prostratum
Astroloma prostratum är en ljungväxtart som beskrevs av Robert Brown. Astroloma prostratum ingår i släktet Astroloma och familjen ljungväxter. Inga underarter finns listade i Catalogue of Life.